# Бразоль, Сергей Евгеньевич
Сергей Евгеньевич Бразоль (27 сентября 1851 — ?) — русский общественный и государственный деятель.

## Биография
Сын предводителя дворянства Полтавской губернии Евгения Григорьевича Бразоля (1799—1879).
Окончил 2-ю Харьковскую гимназию и юридический факультет Харьковского университета. С 1874 служил в Министерстве юстиции. В 1876 году был командирован на Всемирную выставку в Филадельфии. 
В 1877, с началом русско-турецкой войны был командирован главным управлением общества красного креста в действующую армию. За «особые труды и заслуги, оказанные обществу попечения о больных и раненых воинах» награждён орденом св. Владимира 4 степени.
В 1879 избран почётным мировым судьей и депутатом дворянства Ахтырского уезда.
В 1880—1889 годах — почётный мировой судья Зеньковского уезда Полтавской губернии. С 1886 по 1892 — зеньковский уездный предводитель дворянства. 
Коллежский советник (1891).
В 1892 избран полтавским губернским предводителем дворянства, переизбирался ещё четыре раза. Также избирался почетным мировым судьей Полтавского уезда. В 1898 году был произведен в действительные статские советники.
7 апреля 1906 года избран членом Государственного Совета от полтавского дворянства. В том же году был пожалован в гофмейстеры.
Состоял почетным попечитель Лубенской и 2-й Полтавской гимназий, а также Полтавского дворянского пансиона-приюта.

## Семья
Был женат на Елизавете Петровне Ханыковой (р. 1859), дочери помещика Павлоградского уезда. Дети: Пётр (р. 07.06.1883), Владимир (р. 09.07.1885), Вера (р. 01.05.1887), Татьяна (р. 09.01.1895), Александр (р. 07.01.1893), Николай (р. 19.09.1896), Ольга (1890—1898).

## Награды
- Орден Святого Владимира 4-й степени (29 августа 1879)
- Орден Святого Станислава 1-й ст. (1901)
- Высочайшая благодарность (1902)
- Орден Святой Анны 1-й ст. (1904)
- Орден Святого Владимира 2-й ст. (1912)
- Орден Белого Орла (1916)

- Медаль «В память Русско-Турецкой войны 1877—1878 гг.»
- Медаль «В память царствования императора Александра III»
- Медаль «В память коронации Императора Николая II»
- Медаль «За труды по первой всеобщей переписи населения»
- Медаль «В память 300-летия царствования дома Романовых»